# Симидзу, Хироясу
Хироясу Симидзу (яп. 清水 宏保 ромадзи Hiroyasu Shimizu) (27 февраля 1974, Обихиро, Хоккайдо) — японский конькобежец, олимпийский чемпион 1998 года на дистанции 500 м.
Хироясу Симидзу несколько раз устанавливал мировые рекорды на дистанции 500 метров. В марте 1996 года в Калгари он установил последний мировой рекорд на дистанции 500 метров (35,39 секунды) перед приходом эры складывающихся коньков. В 1998 году на складывающихся коньках Хироясу Симидзу стал первым конькобежцем, преодолевшим дистанцию 500 метров быстрее 35 секунд — его время 34,82 секунды.
В 1994 году Хироясу Симидзу участвовал Зимних Олимпийских играх в Лиллехамере, но занял лишь пятое место на дистанции 500 метров и девятнадцатое на дистанции 1000 метров.
В 1998 году Хироясу Симидзу испытывал большое психологическое давление, так как олимпийские игры проводились в Японии. Хироясу Симидзу был знаменосцем японской команды. И, он оправдал надежды.
На Зимних Олимпийских играх 1998 года в Нагано Хироясу Симидзу завоевал золотую медаль на дистанции 500 метров и бронзовую на дистанции 1000 метров. Симидзу стал первым японцем — олимпийским чемпионом по конькобежному спорту.
На Зимних Олимпийских играх 2002 года в Солт-Лэйк-Сити Хироясу Симидзу завоевал серебряную медаль на дистанции 500 метров, уступив три сотых секунды победителю — Кейси Фитцрэндольфу.
Симидзу показывал выдающиеся результаты на дистанции 500 метров и был на много слабее на дистанции 1000 метров. Поэтому Хироясу Симидзу ни разу не удалось стать чемпионом мира в спринтерском многоборье, но он трижды был серебряным призёром (1995, 1996 и 2001 годы) и трижды бронзовым (1993, 1999 и 2000 годы). Также он является шестикратным чемпионом Японии в спринтерском многоборье.
В 1996 годы Симидзу стал первым чемпионом мира на дистанции 500 метров на чемпионате мира по отдельным дистанциям. На таких чемпионатах он ещё четырежды выигрывал дистанцию 500 метров (1998, 1999, 2000 и 2001 годы) и однажды был бронзовым призёром (1997 год).
В 1995, 1997 и 2001 году Симидзу выигрывал кубок мира на дистанции 500 метров.
В 2001 году в Солт-Лэйк-Сити Симидзу в четвёртый раз побил мировой рекорд на дистанции 500 метров — 34,32 секунды.
В 2001 году Хироясу Симидзу стал первым спортсменом из Азии, который был удостоен приза имени Оскара Матисена.

## Мировые рекорды
Хироясу Симидзу — установил пять мировых рекорда на дистанции 500 метров:
- 500 метров — 35,39 (2 марта 1996 года, Калгари)
- 500 метров — 35,36 (28 марта 1998 года, Калгари)
- 500 метров — 34,82 (28 марта 1998 года, Калгари)
- 500 метров — 34,32 (10 марта 2001 года, Солт-Лэйк-Сити)
- 2х500 метров — 68,960 (10 марта 2001 года, Солт-Лэйк-Сити)
- 100 метров — 09,43 (13 декабря 2003 года, Солт-Лэйк-Сити)

## Лучшие результаты
Лучшие результаты Хироясу Симидзу  на отдельных дистанциях:
- 100 метров — 09,43 (13 декабря 2003 года, Солт-Лэйк-Сити)
- 500 метров — 34,32 (10 марта 2001 года, Солт-Лэйк-Сити)
- 1000 метров — 1:09,07 (18 января 2003 года, Калгари)
- 1.500 метров — 1:51,13 (22 октября 2000 год, Калгари)
- 5.000 метров — 7:56,30 (10 февраля 1990 год, Кусиро)